# Frustrationsverbot
Das Frustrationsverbot ist ein völker- und europarechtlicher Grundsatz, welcher dem Ziel und Zweck eines Vertrages zuwiderlaufende Maßnahmen einer Vertragspartei verhindern soll. Dabei entfaltet das Verbot seine Wirksamkeit auf völkerrechtlicher Ebene vor der Ratifikation des Vertrages. Im Rahmen des Europarechtes wurde dieses Prinzip aus dem Vertrag zur Gründung der Europäischen Gemeinschaft (EGV) abgeleitet und auf den Zeitraum vor Ablauf der Umsetzungsfrist einer EG-Richtlinie bezogen. Es basiert auf dem Gedanken, Zuwiderhandlungen gegen das eigene frühere Verhalten zu verbieten.

## Völkerrecht
Ein Völkerrechtssubjekt, welches einem Vertrag zugestimmt hat, darf vor Inkrafttreten des Vertrages nichts unternehmen, was Ziel und Zweck des Vertrags vereiteln würde. Dieser Grundsatz ergibt sich aus Art. 18 der Wiener Vertragsrechtskonvention. Die Wirkung des Frustrationsverbotes beginnt beispielsweise mit der Unterzeichnung des entsprechenden Vertrages.

## Europarecht
Die Mitgliedstaaten der Europäischen Union müssen während der ihnen eingeräumten Frist zur Umsetzung einer Richtlinie in nationales Recht den Erlass von Vorschriften unterlassen, die geeignet sind, die Erreichung des in der Richtlinie vorgeschriebenen Ziels ernstlich in Frage zu stellen. Sie dürfen daher während dieser Frist keine Vorschriften erlassen, die zwar dasselbe Ziel verfolgen, aber die Einführung einheitlicher Bestimmungen in der gesamten Gemeinschaft verhindern. Diesen Grundsatz leitet der Europäische Gerichtshof aus Art. 4 Abs. 3 UAbs. 2 EUV und Art. 288 Abs. 3 AEUV her. Verstößt ein Mitgliedstaat gegen das Frustrationsverbot, kann gegen ihn demnach ein Vertragsverletzungsverfahren geführt werden. Die durch den Mitgliedstaat erlassene Vorschrift ist, nach durch den Europäischen Gerichtshof noch nicht bestätigter Auffassung, innerstaatlich unanwendbar.